# Adolf Speidel
Adolf Speidel (ur. 15 stycznia 1896 lub 15 czerwca 1898 w Łodzi, zm. 1989 we Freden) – doktor chemii, łódzki fabrykant.

## Życiorys
Studiował chemię w Berlinie, następnie przez rok pracował w branży chemicznej oraz był adiunktem w instytutach chemicznych na Uniwersytecie we Fryburgu oraz na Politechnice w Karlsruhe. W latach 20. XX w. powrócił do Łodzi i podjął pracę w Zakładach Włókienniczych Adolf Horak SA, w której pracował na stanowisku dyrektorskim, odpowiadał za technologie produkcyjne oraz był akcjonariuszem. Prowadził również fabrykę włókienniczą przy ul. Kopernika 53 w Łodzi. W latach 1921–1924 wraz z Adolfem Horakiem i Juliuszem Lohrerem był współwłaścicielem Towarzystwa Wydawniczego „Kompas”, zajmującego się wydawaniem książek i pism związanych z baptyzmem. Speidel ponadto był właścicielem nieruchomości przy ul. Aleksandra 6 w Rudzie Pabianickiej, gdzie urządził tymczasowy dom modlitwy dla baptystów. W 1931 r. tymczasowa świątynia została przekształcona w samodzielną parafię, a Speidel został członkiem jej zarządu.
Podczas II wojny światowej był przewodniczącym ekspozytury zajmującej się przemysłem włókienniczym w Kraju Warty, tj. Wirtschaftsgrupe Textilindustrie – Bezirksgruppe Wartheland, odpowiadającej za szkolenia w zakresie gospodarki oraz obronę przeciwlotniczą zakładów przemysłowych. W 1942 r. wraz z Karlem Weberem przejął największe łódzkie zakłady włókiennicze – Fabrykę Izraela Poznańskiego, przemianowane na Aktiongesellschaft der Baumwollmanufaktur Speidel und Weber in Litzmannstadt. Był również odpowiedzialny za organizację Wspólnoty Pracy Uniwersytetu Rzeszy w Poznaniu i Łodzi (Arbeitsgemeinschaft der Reichsuniversitaet Posen – Litzmannstadt) oraz badał gospodarkę regionu łódzkiego i kształtowanie przestrzenne Łodzi w kontekście osadnictwa niemieckiego. W 1943 r. został wiceprezesem Wirtschaftskammer Litzmannstadt (Izby Handlowej w Lltzmannstadt), w której pełnił funkcję kierownika okręgowej grupy gospodarczej przemysłu tekstylnego Kraju Warty i okręgowej grupy specjalistycznej tkactwa bawełnianego Kraju Warty. Ponadto był wyróżniony tytułem honorowym Wehrwirtschaftsführera („Lider Ekonomii Wojskowej”).
Po II wojnie światowej zamieszkał we Freden w Dolnej Saksonii, gdzie ze szwagrem – Adolfem Horakiem juniorem – założył fabrykę włókienniczą Fredener Textilgesellschaft Horak & Speidel oraz członkiem rady nadzorczej Deutsche Dampfstoff-GmbH.

### Życie prywatne
Był synem Johanna (Jana) Speidela (handlowca i właściciela fabryki wyrobów włókienniczych) i Emilii z domu Lohrer (córki Juliusza Lohrera, właściciela Fabryki Wyrobów Bawełnianych). Jego żoną była Ruth z d. Horak, córka Adolfa Horaka, a bratem był Elis Paul Speidel – chirurg zatrudniony w łódzkim szpitalu „Betlejem”, żonaty z Ingeborgą z d. Horak, siostrą Ruth Speidel. Mieszkał w Rudzie Pabianickiej przy ul. Starorudzkiej 9. Ich dom spłonął w 1945 r., a w późniejszym okresie w jego miejscu wybudowano przedszkole.